# Парди, Джо
Джо Парди (англ. Joe Purdy; род. Фейетвилл, Арканзас, США) — американский музыкант, гитарист, вокалист и автор-исполнитель собственной музыки в стиле фолк. За свою карьеру Джо Парди записал и выпустил тринадцать альбомов. Его первые два альбома, Joe Purdy и Sessions from Motor Ave, были выпущены в продажу лишь через пять лет после релиза.

## Биография
Джо Парди родился и вырос в городе Фейетвилл, штат Арканзас, США. Ещё в детстве у него быстро развились музыкальные вкусы. Парди слушал и вдохновлялся творчеством Сэма Кука, Отиса Реддинга, Бадди Холли и множество других старых авторов-исполнителей музыки стиля соул и рок-н-ролл. Большое влияние на творчество будущего музыканта произвёл американский фолк-музыкант Джеймс Тейлор.
В возрасте двенадцати лет Парди прослушал первый альбом Тейлора "Sweet Babby James" на отцовском проигрывателе, после чего твёрдо решил стать одним из тех, кто обладает незаурядной способностью рисовать живые картинки с помощью слов. Маленький Джо начал писать стихи, а вскоре обзавёлся своей первой гитарой. С этих пор кантри и стиль блюграсс прочно укоренились в его жизни. Парди слушал старые записи Тони Райса и Дока Ватсона, после, сидя вместе с отцом на крыльце родительского дома, отрабатывал навыки игры на гитаре, пытаясь подражать своим кумирам.

### Начало карьеры
Незадолго до начала карьеры, Джо Парди работал на погрузочном доке и в качестве консультанта в частной школе. В 2001 году Парди переезжает из родного штата в Калифорнию, где учится играть на пианино, пишет музыку и тексты. Самостоятельно сочинив несколько альбомов, Парди отправляется в студию, где создаёт два первых альбома, Joe Purdy и Sessions from Motor Ave, которые в 2003 году стремительно ворвались на музыкальную сцену Лос-Анджелеса. Примерно в это же время с Джо Парди связывается исполнительный продюсер телесериала Остаться в живых — Джеффри Джейкоб Абрамс. Абрамс просит Парди написать саундтрек для первого сезона шоу. Парди записывает песню «Wash away», которая поднимается на вершину чартов по всей стране.

## Группа
В музыкальный коллектив под началом Джо Парди входят: Крис Сефрид, Брайан Райт, Вилли С. Голден, Аль Сгро и Диакон.

## Дискография

### Альбомы
| 2001 | Joe Purdy - Выпущен: 10 августа 2001               |
| 2002 | Sessions from Motor Ave. - Выпущен: 15 июня 2002   |
| 2003 | StompinGrounds - Выпущен: 30 июня 2003             |
| 2004 | Julie Blue - Выпущен: 18 октября 2004              |
| 2006 | Only Four Seasons - Выпущен: 19 апреля 2006        |
| 2006 | You Can Tell Georgia - Выпущен: 5 сентября 2006    |
| 2006 | Paris in the Morning - Выпущен: 16 декабря 2006    |
| 2007 | Canyon Joe - Выпущен: 22 марта 2007                |
| 2007 | Take My Blanket and Go - Выпущен: 18 сентября 2007 |
| 2009 | Last Clock on the Wall - Выпущен: 17 марта 2009    |
| 2010 | 4th of July - Выпущен: 24 июня 2010                |
| 2010 | This American - Выпущен: 4 декабря 2010            |
| 2014 | Eagle Rock Fire - Выпущен: 8 июля 2014             |